# Hunasekatte, Chitradurga
Hunasekatte là một làng thuộc tehsil Chitradurga, huyện Chitradurga, bang Karnataka, Ấn Độ.